# Gladys West
Gladys Mae West, née Brown (ur. 1930 w Sutherland w hrabstwie Dinwiddie, Wirginii) – matematyczka afroamerykańska, z wkładem w modelowanie geoidy ziemskiej i analizę danych satelitarnych, które pomogły w rozwoju technologii GPS. 

## Wczesne życie i wykształcenie
Jej rodzice byli rolnikami połowniczymi; w dzieciństwie pomagała im w pracach rolnych. Jej matka pracowała także w przetwórni tytoniu, a ojciec na kolei. West wspominała, że była zdeterminowana by osiągnąć wykształcenie i lepszy zawód.
Uczęszczała do liceum Dinwiddie Training School. Uzyskiwała dobre wyniki w nauce; nauczyciele zachęcali ją do kontynuowania nauki na uniwersytecie. Zmotywowana aby zdobyć stypendium, które pozwoliłoby jej sfinansować czesne, osiągnęła najwyższe oceny w roczniku.
Podjęła naukę w dziedzinie matematyki na Virginia State College w Ettrick, VA, szkole historycznie przeznaczonej dla czarnoskórych (B.A. 1952, M.Sc. 1955).
Później, już w trakcie kariery zawodowej i na emeryturze, stopniowo zdobywała także wykształcenie w dziedzinie administracji, na Uniwersytecie Oklahomy i Virginia Tech (M.A. 1973, Ph.D. 2018).

## Kariera
W czasie studiów, i krótki czas później, dorabiała opiekując się dziećmi i pracowała jako licealna nauczycielka matematyki w Waverly w Wirginii. W 1955 prezydent Eisenhower wydał rozporządzenie zabraniające dyskryminacji w federalnych instytucjach. West podjęła dzięki temu od 1956 pracę jako matematyczka w US Naval Proving Ground w Dahlgren, VA, głównym ośrodku badawczo-obliczeniowym United States Navy – gdzie spędziła kolejne 42 lata kariery. Przeszła na emeryturę w 1998.
Była też aktywna w lokalnym życiu społecznym, zasiadając w samorządowych i prywatnych radach. Jest członkinią Amerykańskiej Unii Geofizycznej.

### Praca naukowa

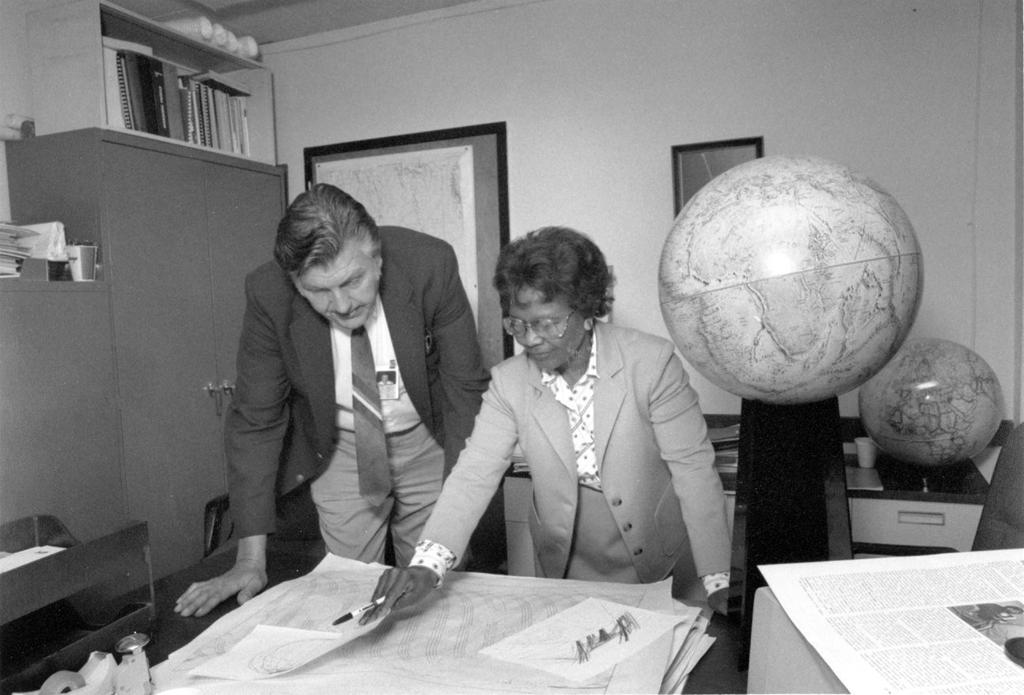
West w biurze w Dahlgren (1985).

West zaangażowała się w badania możliwości zastosowania kiełkującej technologii sztucznych satelitów w dziedzinach geodezji i geolokalizacji. Ośrodek w Dahlgren dysponował zaawansowanymi w tamtym czasie komputerami Mark II i III; zajmowała się między innymi ich programowaniem w języku maszynowym. Jej zespół opublikował w latach 1979–1986 artykuły przedstawiające sposoby numerycznej obróbki i analizy danych z altymetrii satelitarnej, biorące poprawkę na liczne czynniki zakłócające i niedoskonałości pomiaru. Jedną z ich propozycji było wykorzystanie w tym procesie filtru Kalmana.
Pomimo utrudnień dla kariery, np. segregacji obecnej w niektórych stanach jeszcze w połowie dwudziestego wieku, która ograniczała swobodę podróży w delegacji, pod koniec lat siedemdziesiątych West została szefową analiz m.in. projektów GEOS-3 i SEASAT. W rekomendacji z tego czasu wspomniano m.in. jej pomysłowe innowacje algorytmiczne, które znacząco przyspieszyły obliczenia. Uzyskane w rezultacie prac modele geodezyjne Ziemi pomogły, obok projektów takich jak NAVSTAR, w rozwoju technologii GPS. Uczestniczyła też w analizach danych astronomicznych dotyczących charakterystyki innych planet.

### Wyróżnienia
W 2018 otrzymała nagrodę Air Force Space and Missile Pioneers Award od United States Air Force za całokształt kariery. W tym samym roku Zgromadzenie Generalne (parlament) Wirginii uhonorowało ją w rezolucji. W 2021 otrzymała od brytyjskiej Royal Academy of Engineering, z rąk księżniczki Anny, Prince Philip Medal. Także w 2021, zajmujące się geolokalizacją przedsiębiorstwo Trimble ufundowało nazwany na cześć West program stypendialny na trzech amerykańskich uniwersytetach.

## Życie prywatne
W 1957 wyszła za mąż za jednego z współpracowników z Dahlgren, matematyka Irę Westa; według relacji z 2018, małżeństwo ma trójkę dzieci i siedmioro wnuków. Ira także pochodził z rodziny czarnoskórych rolników; był weteranem, a w Dahlgren zajmował się obliczeniami i programowaniem na potrzeby obsługi pocisków SLBM.